# Старогородское сельское поселение
Старогородское се́льское поселе́ние — муниципальное образование в Темниковском районе Мордовии Российской Федерации.
Административный центр — село Старый Город.

## История
Образовано в 2005 году в границах сельсовета.
Законом от 19 мая 2020 года, в июне 2020 года в Старогородское сельское поселение и одноимённый сельсовет включены населённые пункты упразднённых Алексеевского сельского поселения и одноимённого ему сельсовета.

## Население
| 2002 | 2010 | 2012 | 2013 | 2014 | 2015 | 2016 |
| ---- | ---- | ---- | ---- | ---- | ---- | ---- |
| 589  | ↘508 | ↘483 | ↘466 | ↘447 | ↘433 | ↘413 |
| 2017 | 2018 | 2019 | 2020 | 2021 |      |      |
| ↘391 | ↘382 | ↘369 | ↘360 | ↗860 |      |      |

## Состав сельского поселения
| № | Населённый пункт | Тип населённого пункта | Население |
| - | ---------------- | ---------------------- | --------- |
| 1 | Александровка    | посёлок                | ↗30       |
| 2 | Алексеевка       | деревня                | ↗225      |
| 3 | Санаксарь        | посёлок                | ↘57       |
| 4 | Семёновка        | посёлок                | ↗13       |
| 5 | Старый Город     | село                   | ↘360      |
| 6 | Сухово           | деревня                | ↘95       |
| 7 | Ушаковка         | посёлок                | ↘95       |